# Octantis Mons
L'Octantis Mons è una struttura geologica della superficie di Marte.